# Сейлор Венера
Сейлор Венера (яп. セーラーヴィーナス Сэ:ра: Ви:насу) — одна из главных героинь метасерии «Сейлор Мун». Её настоящее имя — Минако Айно (яп. 愛野美奈子 Айно Минако). 15-летняя (на момент начала аниме) или 13-летняя (в первых актах манги «Кодовое имя Сейлор Ви») школьница, обладающая способностью превращаться в одного из воинов в матросках.
Сейлор Венера пятая участница команды сейлор воинов, встреченная Сейлор Мун, несмотря на то, что её силы пробудились первыми. В бою она использует силы, имеющие отношение к любви. В манге и аниме она мечтает стать «звездой». На момент начала игрового фильма Минако уже является знаменитостью.
Впервые появилась как главный герой другой манги Наоко Такэути — Codename wa Sailor V, сиквелом которой стала «Сейлор Мун». В этой манге и начале первого сезона героиня выступает под псевдонимом Сейлор Ви (яп. セーラーＶ
 Сэ:ра: Буи) («V» сокращение от «Venus»).
Впоследствии героиня вместе с  Сейлор Марс разделила специальный выпуск манги под названием «Rei and Minako’s Girls School Battle».

## Профиль

### В аниме и манге
Минако впервые появилась в манге Sailor V. Когда ей было 13 лет, белый кот Артемис разбудил в ней силы воина и объяснил, что она должна стать прекрасной воительницей, Сейлор V, что Венера и Земля — «планеты-близнецы», и Венера её «материнская звезда», и что она должна защищать Землю от врагов. 
Он показывает Минако Магелланов замок, находящийся на орбите Венеры, и говорит, что он принадлежит Минако.
Впервые она надевает свой красный бант в первой главе истории по рекомендации милого парня и с тех пор не снимает его.
Минако изображена как спортивная, весёлая, романтичная и жизнерадостная девочка, все эти черты сохранились за ней и в «Сейлор Мун». Когда популярность Sailor V стала достаточной для съёмок аниме, Такэути попросили увеличить количество девушек. Когда мангака сделала это, главной героиней стала Сейлор Мун, а Минако оказалась лишь одним из членов команды.
В аниме Минако имеет немного другую предысторию: она провела какое-то время как Сейлор V в Англии, где встретила молодого офицера Интерпола Катарину, 
научившую Минако английскому, и молодого парня по имени Алан, в которого влюбилась. После того как Сейлор V оказалась во взорвавшемся здании и все решили, что она погибла, Минако случайно увидела Катарину и Алана вместе и поняла, что они встречаются. Вскоре после этого она вернулась в Японию, так и не сообщив друзьям, что осталась жива. В манге также упоминается, что она много путешествовала по миру, в том числе посещала Грецию и Китай, но не говорится о том, была ли она когда-нибудь в Англии.
Из-за участия в сражениях к моменту встречи Минако с другими воинами она становится относительно серьёзной и сосредоточенной на своих обязанностях как воина в матроске. В манге Минако даже говорит, что это она принцесса, которую они разыскивают, хотя на самом деле она только устраивала этим ловушку, чтобы защитить настоящую принцессу, Усаги. В течение первой сюжетной арки «Сейлор Мун» она лучше других помнит свою прошлую жизнь в Лунном Королевстве. Спустя время после окончания первой сюжетной арки она превращается в более азартного, даже глупого и бестолкового персонажа. Её приключения зачастую ставят во главе излишнюю самонадеянность и полную энтузиазма решимость её характера, и предстают в глупом свете. В аниме это более заметно, так как там её речь переполнена забавными ошибками при произношении пословиц и просто слов.
Артемис живёт дома у Минако и является одним из её лучших друзей. Она единственная из воинов кроме Усаги живёт вместе с обоими родителями, но в «Сейлор Мун» упоминаний о её семье мало. В нескольких первых сюжетных арках Минако посещает другую среднюю школу, нежели остальные, — Сиба Коэн. Когда персонажи поступают в старшие классы, она присоединяется к Усаги, Ами и Макото в Адзабу Дзюбан. Одним из её сильнейших увлечений является волейбол, это становится известным с начала первой главы Sailor V. Она даже решает оставить воинов, чтобы стать профессиональным игроком и в старшей школе вступает в волейбольную секцию. Её любимый предмет — физкультура, в манге упоминается, что меньше всего она любит математику и английский. В аниме, из-за того что Минако жила в Англии какое-то время, она довольно свободно говорит на нём, Усаги даже просит Минако помочь ей выучить язык.
Другим увлечением Минако является поп-культура. Она безрассудно хочет стать «звездой», поэтому у неё появились хобби — бегать за знаменитостями и по возможности посещать прослушивания. Она воспринимает себя как «воина любви» и ей нравится давать советы окружающим по их романтическим делам. Она легко увлекается мальчиками и любит флиртовать. Несмотря на это, сама Минако обладает небольшим личным опытом (кроме короткой и несчастливой любви в Sailor V), но она всегда готова воспользоваться возможностью познакомиться с красивым парнем. Лучше всего изображено её увлечение Ятеном Коу в аниме. В манге вместо этого Минако подозревает Ятена в том, что он враг. В 45 акте она спорит со Старлайтами на крыше школы и вместе с Рэй утверждает, что им не нужны мужчины, так как они посвятили свои жизни целиком и полностью долгу защиты Усаги.
Установлено, что Минако недолюбливает грибы шиитаке, свою мать и полицию. Её любимыми цветами являются жёлтый и красный. Её любимые животные — кошки. Также ей нравятся птицы и японское карри. Её любимый камень — топаз. Она неплохо играет в видеоигры.

### В телесериале
В аниме и манге Минако мечтает стать звездой;, в телесериале Pretty Guardian Sailor Moon она уже ей является. Начиная с первой же серии Минако показана в роли знаменитой певицы, чьей большой фанаткой является Усаги Цукино. Второй альбом Минако, выпущенный по сюжету как раз в начале сериала, называется «Venus», а её самая популярная песня — «C’est La Vie». Название композиции является игрой слов: французская фраза и имя её альтер эго, Сейлор Ви, произносятся японцами практически идентично как сэ:ра:ви:. Первый альбом Минако, «Imitation», по сюжету вышел до её встречи с Артемисом и превращения в воина, но список песен с него указывает на последующие события: «Origin of the Legend», «Imitation», «Don’t Lose! Christmas Girl», «Love Versus Dream», «Happily», «Secret!», «Orange Heart», «White Rendezvous» и «Make Up! Power!!».
Также в телесериале Минако страдает от неизлечимой болезни, симптомами которой являются частые головокружения и слабость (название болезни не упоминается, но симптомы указывают на малокровие). На одном из концертов она теряет сознание. Обмороки повторяются во время последующих сражений. Минако решается на операцию, шансы на успех которой очень малы, но во время предоперационного обследования умирает. После восстановления мира Принцессой Сейлор Мун воскресает. В конце показано, как она начинает запись четвёртого альбома (песня Kiss Bang).

###### Дискография Минако Айно (только дорама)
Imitation
Venus (вышел в "нулевом" акте). Сингл - C'est la vie, любимая песня Усаги Цукино.
I'll be here (третий альбом, который Минако оставила в клубной комнате вместе с прощальным письмом перед уходом на обследование за неделю до премьеры) Сингл - Romance.

## Формы
| Первое появление     |        |           |        |                    |
| Форма                | Манга  | Аниме     | Дорама | Codename: Sailor V |
| Сейлор V             | Акт 1  | Серия 1   | Акт 1  | Акт 1              |
| Минако Айно          | Акт 8  | Серия 33  | Акт 1  | Акт 1              |
| Сейлор Венера        | Акт 8  | Серия 33  | Акт 12 | Акт 15             |
| Вторая (Супер) форма | Акт 39 | Серия 143 | --     | --                 |
| Принцесса Венеры     | Акт 41 | --        | --     | --                 |
| Третья форма воина   | Акт 42 | --        | --     | --                 |

Как персонаж с несколькими реинкарнациями, особыми силами, трансформациями и долгим временем жизни, растянутым между эрой Серебряного Тысячелетия и 30-м веком, по ходу серии Минако получает разные формы и псевдонимы.

### Сейлор Венера
Основная личность Минако как воина. Она носит форму оранжевого цвета с некоторыми элементами синего и жёлтого. В причёске сохраняется красный бант, носимый ей и в обычной жизни. Также у неё есть пара оранжевых туфель на невысоких каблуках с ремешками. В дораме бант в волосах появляется, только когда она находится в одной из форм воина, и в центре его находится самоцвет. В манге и дораме Минако носит вокруг талии «мерцающую цепь» (англ. wink chain). Иногда она использует её как оружие. В течение сериала она получает разные титулы, включая «воина любви» и «воина любви и красоты». Её личность не изменяется от того, в какой форме она находится, но некоторые силы она не может использовать, не превратившись в воина.
По-японски планета Венера называется Кинсэй (яп. 金星), где первый кандзи обозначает металл, особенно золото, а второй указывает на небесный объект. В отличие от других воинов, её способности не принадлежат к элементу из названия её планеты; единственная атака, в которой появляется металл, — это цепь любви, используемая ей как основное оружие. Взамен, большинство её атак основаны на «любви», что является отсылкой к римской богине любви Венере. Также у неё есть небольшое количество атак, имеющих отношение к Луне, возникших в то время, когда она была Сейлор V.
Сейлор Венера де-юре является лидером «внутренних воинов». В манге ей был доверен ядовитый меч для убийства Королевы Берилл, каменное лезвие которого обернулось в меч, сделанный из Серебряного кристалла. Её роль как лидера четвёрки воинов редко упоминается в аниме, в котором Сейлор Мун почти всегда является тем, кто наносит последний удар по врагу; правда, в дораме упоминания об этом встречаются довольно часто, несмотря на то, что Венера редко проводит время с другими воинами, исключая Сейлор Марс.
В дораме в начале костюм Сейлор Венеры немного отличается от обычного, так как она выдаёт себя за принцессу Луны. У неё на лбу изображён полумесяц вместо носимой тиары (такой же, какой был у неё в образе Сейлор V), а также она носит корону с фальшивым Серебряным кристаллом. Когда раскрывается, что кристалл фальшивка, корона исчезает из её костюма, а тиара заменяет полумесяц после появления настоящей принцессы. Довольно часто эту первую её форму называют принцесса Сейлор Венера. В манге же у неё не было особого псевдонима и короны, но полумесяц на лбу она носила до тех пор, пока Усаги не раскрылась как истинная принцесса.
Становясь сильнее, Сейлор Венера приобретает новые силы, и в ключевых моментах её униформа меняется, чтобы отразить это. Первый раз изменение происходит в 39 акте манги, когда она получает кристалл Венеры и её наряд становится похож на принадлежащий Супер Сейлор Мун. При этом никакого особого имени у неё не появляется. Похожее событие происходит между 143 и 154 серией аниме, и она получает имя Супер Сейлор Венера. Третью форму, аналогичную Вечной Сейлор Мун, она получила только в манге в 42 акте (без крыльев).

### Принцесса Венеры

Планетарный символ Венеры

Во время существования Серебряного Тысячелетия Сейлор Венера была также принцессой своей родной планеты. Она была лидером тех, кто защищал принцессу Серенити из Лунного королевства. Как принцесса Венеры она обитала в Магеллановом замке и носила жёлтое платье — в таком виде она появлялась в манге и в артбуках В манге Сейлор V упоминается, что её любил Адонис, пехотинец из её армии, который позже оказался под командованием принца Эндимиона. Она не замечала его любовь, а он стал врагом, работающим на Тёмное агентство после перерождения.
Наоко Такэути однажды изобразила её в руках Кунсайта, главы Ситэнно. В «Original Picture Collection Vol. I» Такэути выразила желание выяснить возможность подобных отношений в отличие от других персонажей это было отражено в сериале. В одном из взглядов в прошлое Минако краснеет и кажется взволнованной рядом с Кунсайтом после разговора о любви, и в последней главе Codename: Sailor V принцесса Венеры показана сидящей рядом с Кунсайтом, причём они оба смотрели друг на друга с любовью. В мюзиклах упоминается, что они были влюблены в друг друга в прошлом, как и в видеоигре Another Story.

### Сейлор V
Предварительная форма для Сейлор Венеры, в которой она сражалась одна до встречи с другими воинами. Она носила под этим именем сильно отличающуюся форму, особо запоминающуюся по красной маске, и её появления и силы чаще обращались к Луне, чем Венере. В первых главах «Сейлор Мун» она является знаменитостью, фанатом которой является Усаги Цукино. В этой форме Минако называет себя Воином Справедливости.

## Разработка персонажа
При переходе из Sailor V в «Сейлор Мун» основной дизайн Минако не изменился. Фактически, Наоко Такэути заметила, что концепция персонажа лишь чуть-чуть изменилась с момента её создания. Журнал, выпускавший Sailor V, — Run-Run — собирался выпускать OVA, посвящённую персонажу, но отступился раньше, чем это случилось, так что Минако стала лишь частью свиты Сейлор Мун, к сожалению Такэути.
В новом статусе Сейлор Венеры Минако должна была носить новую униформу, её вид претерпел множество изменений до тех пор, пока Такэути не остановилась на том, что использовался в публикациях. Изначально все воины в матросках носили совершенно уникальные костюмы, и костюм Венеры во многом повторял униформу Сейлор Ви. Большая его часть была тёмно-синей, оранжевым был лишь бант на груди, также во многом мотивом её одежды являлся полумесяц. Её красный бант в волосах, как и красная маска Сейлор Ви также оставались в её образе. Позже Такэути удивилась этим наброскам и сообщила, что не помнит, как она рисовала их.
Многие второстепенные детали о персонаже были выбраны символично: например, её знак зодиака — Весы, которому в астрологии покровительствует планета Венера. В отношении к популярному японскому верованию, её группа крови — B (III), по общему мнению означающая безответственность и энергичность.
Кандзи в имени Минако переводится как "любовь" (яп. 愛 ай), "поле" или "гражданин" (яп. 野 но), "красота" (яп. 美 ми), "что" или "как" (яп. 奈 на) и "дитя" (яп. 子 ко). Оно построено как каламбур, так как слог «но» означает притяжательный падеж, поэтому её имя может пониматься также как «Прекрасное Дитя Любви». Первый иероглиф в имени её планеты "золото" (яп. 金 кин) обозначает и основной элемент. Также её имя можно прочесть, используя нетрадиционное, но существующее прочтение, как Бинасу — японское произношение «Venus».

## Обзоры и критика
Официальные опросы популярности персонажей «Сейлор Мун» разделяют Минако Айно, Сейлор Ви и Сейлор Венеру. В 1992 году читатели указывали Венеру как второго по популярности персонажа, Минако была десятой, а Сейлор Ви девятой в списке из 38 позиций. Год спустя уже среди 50 вариантов Минако была пятой по популярности, Сейлор Венера седьмой, а Сейлор Ви десятой. В 1994 году в выборе из 51 персонажа Сейлор Венера была двенадцатой, Минако четырнадцатой, а Сейлор Ви девятнадцатой. В начале 1996 года Сейлор Венера занимала 17 позицию в рейтинге, Минако была опять четырнадцатой, а Сейлор Ви уже не была представлена в рейтинге.
Считается, что, так как Минако дольше других является Сейлор воином, её чувство собственного достоинства зависит от её уверенности в своих силах.

## Актрисы
В аниме Минако озвучивали Рика Фуками (первый сериал) и Сидзука Ито (Crystal).
В мюзиклах роль Минако исполняло одиннадцать актрис: Нана Судзуки, Сакаэ Ямасита, Тидзуру Соя, Канацу Накая, Акико Миядзава, Мию Отани, Нао Инада, Юки Накамура, Аюми Мурата, Мидзуки Ватанабэ, Момоко Сибуя и Эрика.
В Pretty Guardian Sailor Moon роль Минако исполняет Аяка Комацу.